# Hopkins L. Turney

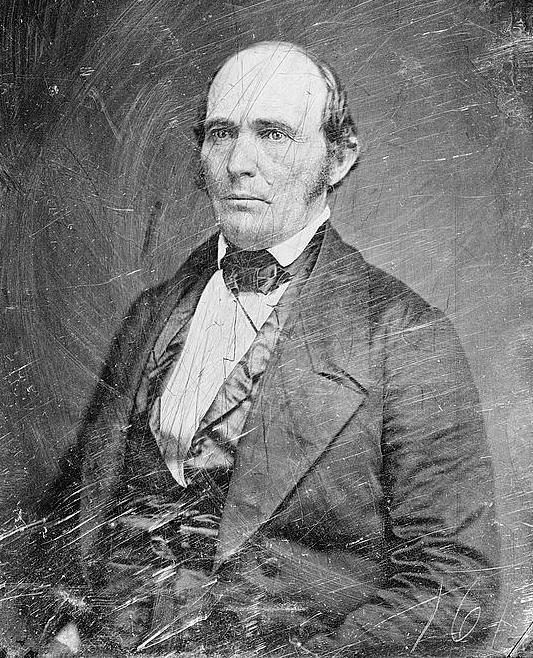
Hopkins L. Turney

Hopkins Lacy Turney, född 3 oktober 1797 i Smith County, Tennessee, död 1 augusti 1857 i Winchester, Tennessee, var en amerikansk demokratisk politiker. Han representerade delstaten Tennessee i båda kammare av USA:s kongress.
Turney deltog 1818 i första seminolekriget. Han studerade juridik och inledde sin karriär som advokat i Tennessee. Han representerade Tennessees 5:e distrikt i USA:s representanthus 1837-1843. Han representerade sedan Tennessee i USA:s senat 1845-1851. Han var ordförande i senatens patentutskott 1849-1851. Han efterträddes som senator av whigpartiets James C. Jones. Efter tiden som senator återgick Turney till arbetet som advokat.
Turneys grav finns på Winchester City Cemetery i Winchester, Tennessee. Turneys son Peter Turney var guvernör i Tennessee 1893-1897.